# Club Real Beni
Il Club Real Beni è una società calcistica boliviana di Trinidad.

## Storia
In seguito alla sua fondazione prese parte al campionato del Dipartimento di Beni. Nel 1992 debuttò nel campionato professionistico: su 30 partite, ne vinse 6, ne pareggiò 5 e perse le restanti 19. Il computo dei punti portò alla retrocessione, giacché il Real Beni occupava l'ultimo posto in classifica (16º su 16), a un punto dalle due formazioni al 14º posto, Chaco Petrolero e Real Santa Cruz. Quella rimase l'unica partecipazione del club alla massima serie nazionale.